# 錫厄島
54°57′15″N 10°41′30″E / 54.95417°N 10.69167°E

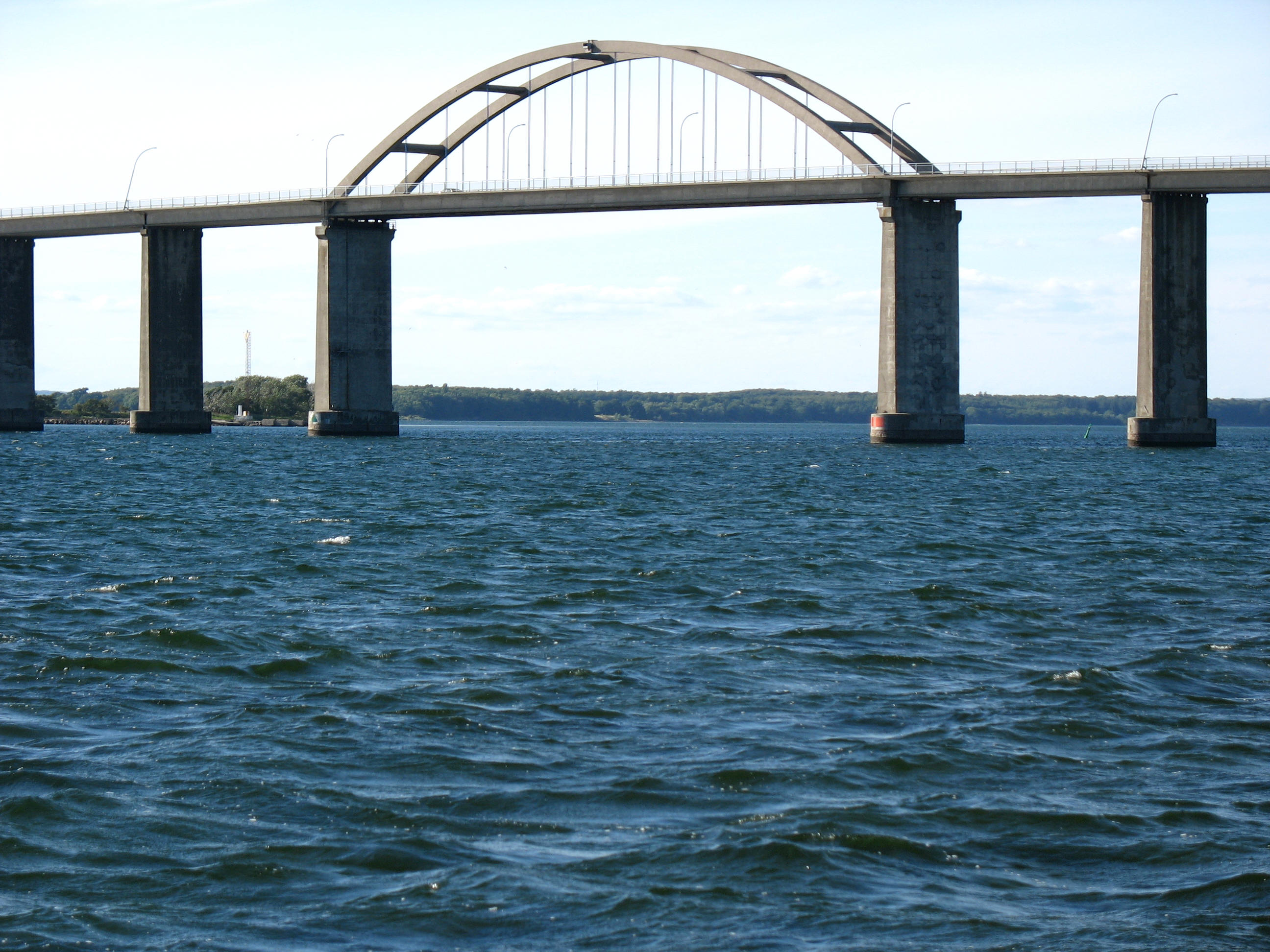

錫厄島（丹麥語：Siø）是丹麥的島嶼，處於措辛厄島和朗厄蘭島之間，屬於南菲英群島的一部分，由朗厄蘭市鎮負責管轄，面積1.3平方公里，2014年該島有16名居民。